# 勒文施泰因
勒文施泰因（德語：Löwenstein，發音：[ˈløːvn̩ʃtaɪn] ⓘ）是德国巴登-符腾堡州斯图加特行政区海尔布隆县的城市，面积23.46平方千米，2023年12月31日人口为3,436人。